# Un Québec toujours fou de ses enfants?
Un Québec toujours fou de ses enfants? est une émission de télévision québécoise en six épisodes de 30 minutes animée par l'homme politique et psychologue canadien Camil Bouchard. Cette  série documentaire a été réalisée par Vanessa Boisset et est présentée à partir du 24 janvier 2022 sur la chaîne Savoir média.

## Synopsis
La série documentaire fait le bilan de l'influence du rapport Un Québec fou de ses enfants, dirigé par Camil Bouchard et publié en 1991. Avec des spécialistes de l'enfance, de mêmes que des enfants et des parents, elle dresse un portrait de la famille québécoise du XXIe siècle et s'intéresse à ses défis.

## Épisodes
Chaque épisode se consacre à un défi lié aux politiques familiales, résumant et décortiquant les 53 recommandations du rapport Un Québec fou de ses enfants.

### Les tout-petits: agir tôt, encore et toujours
L'épisode se consacre à la grossesse et aux premières années de vie de l'enfant, de même qu'à la création des centres de la petite enfance.

### La vie de famille et la gestion du temps
L'épisode analyse la transformation de la vie de famille et la conciliation entre carrière et vie familiale.

### Lutter contre la pauvreté, prévenir la négligence
L'épisode s'intéresse à un chapitre central du rapport Un Québec fou de ses enfants, c'est-à-dire celui consacré à la lutte contre la pauvreté.

### Les 5-11 ans: leur bien-être à l’école
L'épisode met en lumière la mission de l'école auprès des enfants du primaire, de même que le rôle des parents dans la réussite éducative de leur enfant.

### Besoins particuliers, du soutien sur mesure
L'épisode se consacre à un aspect absent du rapport Un Québec fou de ses enfants, soit les enfants ayant un trouble, un handicap ou des difficultés d'apprentissage.

### Les ados: leur faire une place
Le dernier épisode de la série se penche sur la situation des adolescents au Québec, qui s'est améliorée depuis la publication du rapport de Camil Bouchard en 1991.